# كارولتون (جورجيا)
كارولتون (بالإنجليزية: Carrollton, Georgia)‏ هي مدينة تقع في مقاطعة كارول، جورجيا بولاية جورجيا في الولايات المتحدة. تبلغ مساحة هذه المدينة 53.6 (كم²)، وترتفع عن سطح البحر 336 م، بلغ عدد سكانها 24388 نسمة في عام 2010 حسب إحصاء مكتب تعداد الولايات المتحدة.

## أعلام
- ستيف مور
- هوليس إل. هاريس
- تومي ويست
- كوري كراودر
- جوناثان جونز
- جاك شابيرو

## وصلات خارجية
- The City of Carrollton, Georgia Website
- Cities & Counties - Georgia.gov